# John Davis (Politiker, 1787)

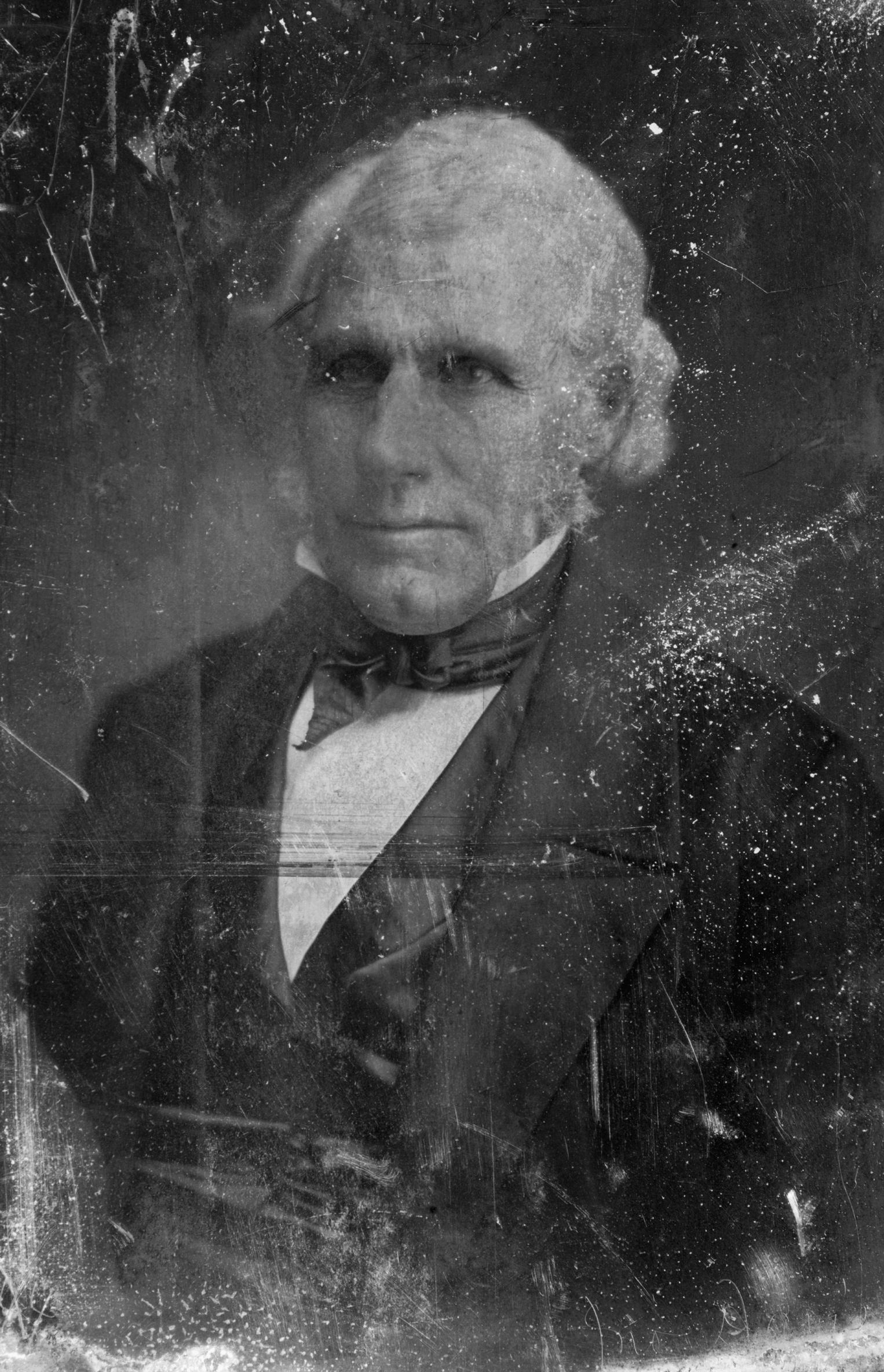
John Davis

John Davis (* 13. Januar 1787 in Northborough, Worcester County, Massachusetts; † 19. April 1854 in Worcester, Massachusetts) war ein US-amerikanischer Politiker und zwischen 1834 und 1843 zwei Mal Gouverneur des Bundesstaates Massachusetts. Außerdem vertrat er seinen Staat in beiden Kammern des Kongresses.

## Frühe Jahre
John Davis besuchte die Leicester Academy und studierte danach bis 1812 an der Yale University. Nach einem anschließenden Jurastudium und seiner 1815 erfolgten Zulassung bei der Anwaltskammer begann er in Worcester als Rechtsanwalt zu arbeiten.

## Politischer Aufstieg und Gouverneur von Massachusetts
Zwischen dem 4. März 1825 und dem 14. Januar 1834 vertrat Davis seinen Staat als Abgeordneter im US-Repräsentantenhaus. In dieser Zeit wurde er Mitglied der neugegründeten Whig Party. Nachdem er im Jahr 1833 zum neuen Gouverneur von Massachusetts gewählt worden war, legte er sein Mandat im Kongress nieder. Er trat sein neues Amt am 2. Januar 1834 an und wurde im selben Jahr in eine zweite Amtszeit gewählt. In seiner Amtszeit wurden die Straßen in Massachusetts weiter ausgebaut, die Industrie gefördert und eine Reform der Staatsverfassung vorbereitet.

## Davis im US-Senat
Nachdem John Davis als Nachfolger von Nathaniel Silsbee in den US-Senat gewählt worden war, trat er als Gouverneur zurück. Diesen Posten übernahm Vizegouverneur Samuel Armstrong. Zwischen dem 4. März 1835 und dem 5. Januar 1841 blieb Davis Mitglied in diesem Gremium; dort war er unter anderem Vorsitzender des Handelsausschusses. Nachdem er am 9. November 1840 nochmals zum Gouverneur seines Staates gewählt worden war, legte er sein Amt als US-Senator am 5. Januar 1841 nieder. Zwischen dem 7. Januar 1841 und dem 17. Januar 1843 absolvierte Davis zwei relativ ereignislose Amtszeiten als Gouverneur von Massachusetts. Nach dem Tod von US-Senator Isaac C. Bates, der 1841 dieses Amt von Davis übernommen hatte, wurde Davis als dessen Nachfolger erneut in den Senat gewählt. Nach einer Wiederwahl konnte er zwischen dem 24. März 1845 und dem 3. März 1853 dieses Mandat ausüben. Im Jahr 1852 verzichtete er auf eine erneute Wiederwahl.

## Weiterer Lebenslauf
Nach dem Ende seiner Dienstzeit in Washington, D.C. zog sich Davis aus der Politik zurück. Er starb im April 1854. Mit seiner Frau Eliza Bancroft hatte er fünf Kinder, darunter den Politiker Horace Davis (1831–1916) und den Diplomaten Bancroft Davis (1822–1907).